# Tulczyn
Tulczyn (ukr. Тульчин) – miasto na Ukrainie, siedziba władz rejonu tulczyńskiego w obwodzie winnickim, nad Sielnicą, dawna rezydencja magnacka. technikum weterynarii.
W mieście rozwinął się przemysł spożywczy, obuwniczy, odzieżowy oraz meblarski.
W mieście znajduje się muzeum krajoznawcze.

## Historia

### I Rzeczpospolita

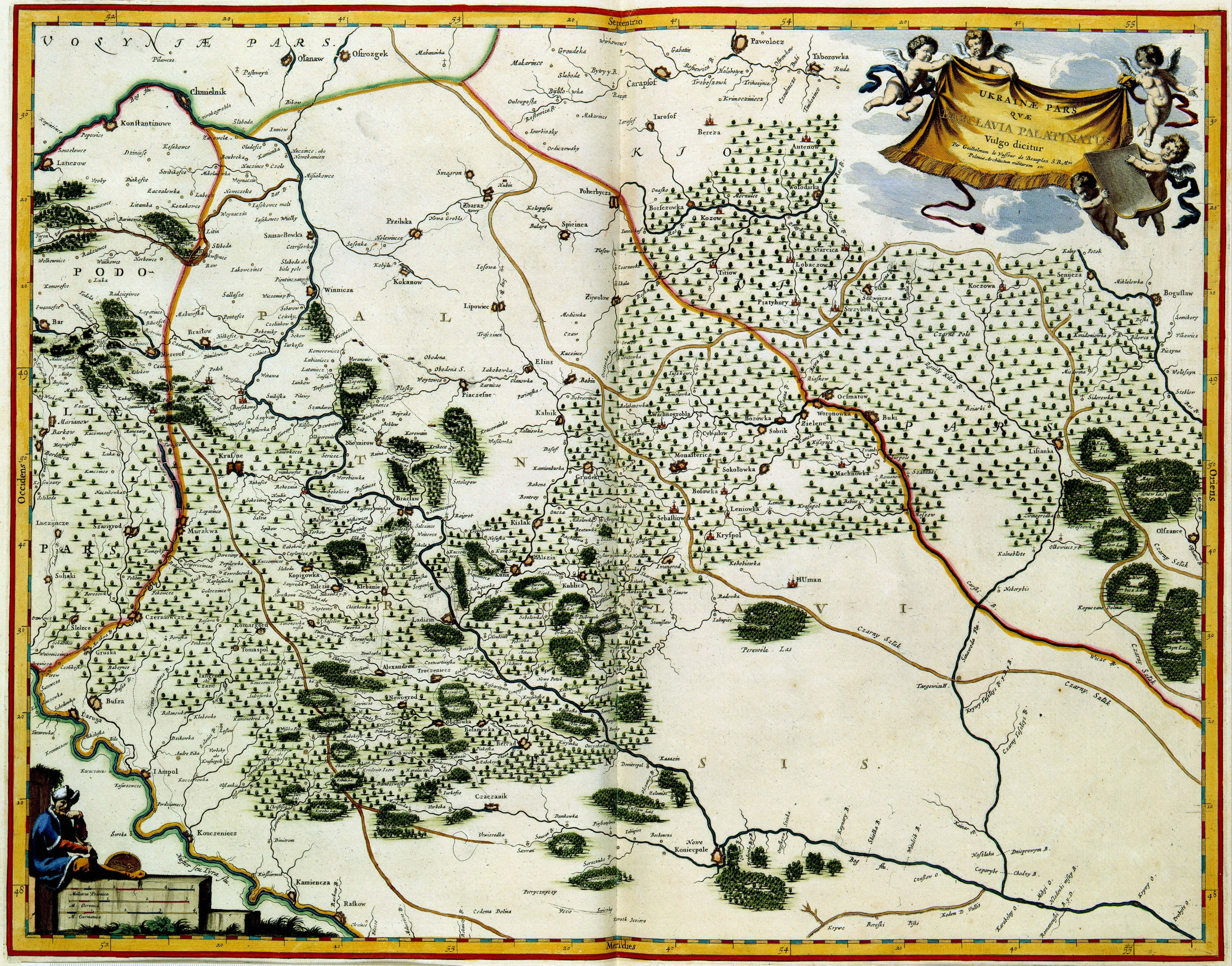
Mapa województwa bracławskiego z 1648 r. z zaznaczonym Tulczynem pod nazwą Tulczin

W miejscu Tulczyna położony był pierwotnie ruski gród Nesterwar, zbudowany dla obrony przed najazdami tatarskimi. W 1569 roku włączony do Korony Królestwa Polskiego. Leżał wtedy województwie bracławskim i była to królewszczyzna. W 1609 roku król Zygmunt III Waza nadał dobra tulczyńskie Walentemu Aleksandrowi Kalinowskiemu. W 1638 r. Adam Kalinowski wybudował w Tulczynie dla zakonu dominikanów drewniany kościół klasztor, który w 1784 roku Szczęsny Potocki zastąpił murowanym. Po Kalinowskich właścicielami byli Czetwertyńscy, w czasach w których Kozacy Ostapa Pawluka zdobyli zamek i wymordowali mieszkańców miasta. W 1726 roku właścicielem stał się Franciszek Salezy Potocki, który w 1757 r. rozpoczął tu budowę ogromnego pałacu. Jego syn Stanisław Szczęsny, opuścił Krystynopol i przeniósł siedzibę swojej linii Potockich do Tulczyna. U schyłku Rzeczypospolitej stacjonowały w Tulczynie 12 Regiment Pieszy Koronny, 14 Regiment Pieszy im. Potockich, 6 Brygada Kawalerii Narodowej, Pułk Lekkiej Jazdy pod im. Humańskiej i  Regiment Pieszy pod im. Konfederacji Wolnych armii koronnej. Od 1787 działał w Tulczynie teatr, a od 1792 do 1795 pracowała tu drukarnia przeniesiona z Jaryszowa.

### W zaborze rosyjskim

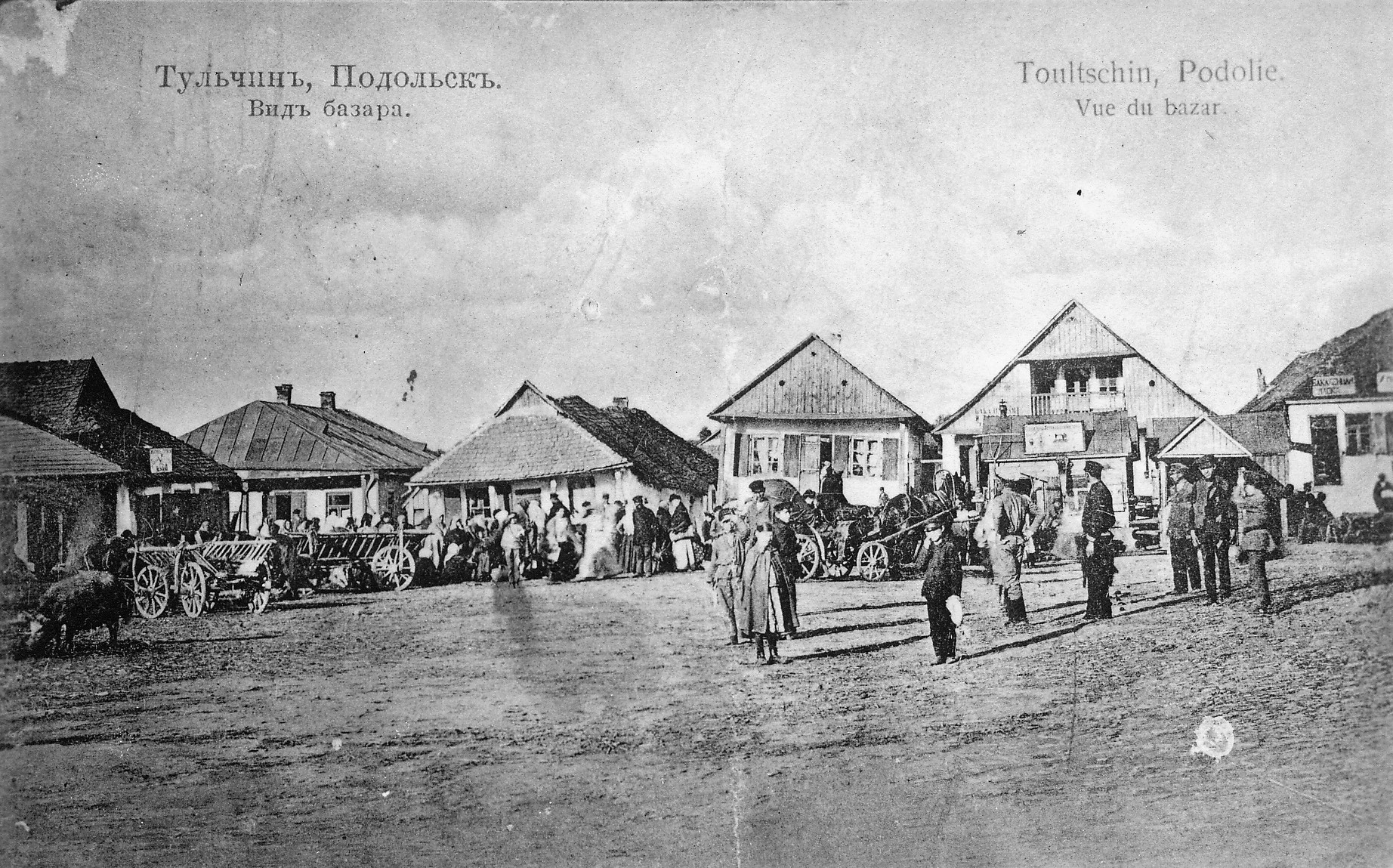
Bazar w Tulczynie w 1908 roku

Po II rozbiorze Polski w 1793 roku, włączony do Imperium Rosyjskiego. W latach 20. XIX wieku Tulczyn był jednym z miejsc spotkań dekabrystów. Wiosną 1823 roku przebywał w mieście przez krótki okres polski poeta romantyczny i belwederczyk, Seweryn Goszczyński. Po powstaniu listopadowym, władze rosyjskiego wypędziły dominikanów i w 1833 roku zamieniły ich kościół na cerkiew.
Potoccy Tulczyn posiadali do 1874 roku. 15 stycznia 1869 roku Mieczysław Potocki sprzedał za 1 845 516 rubli Tulczyn swojej krewnej Marii Potockiej (1839-1882), córce Bolesława Potockiego, żonie Rosjanina Sergiusza Stroganowa, który sprzedał go 9 grudnia 1874 roku urzędnikowi rosyjskiemu za 3,5 mln rubli.
Przed zamienionym w czasach carskich na prawosławną cerkiew kościołem dominikanów ustawiono pomnik konny Aleksandra Suworowa.

### Walki o miasto
W 1919, na fali pogromów antyżydowskich, siły ukraińskie dokonały masakry żydowskiej ludności miasteczka, zabijając 520 osób.
W 1920 Tulczyn zdobyła 12 Dywizja Piechoty Wojska Polskiego.
W okresie od 23 lipca 1941 do 15 marca 1944 Tulczyn był zajęty przez wojska rumuńskie.

## Zabytki
- pałac – jesienią 1781 roku Szczęsny Potocki polecił zbudować w Tulczynie, według projektu Lacroix, pałac który stał się centrum jego kresowego latyfundium po jego wyprowadzce z Krystynopola. Był to jeden z największych pałaców magnackich na wschodnich terenach Rzeczypospolitej, posiadający 17-osiową elewację o długości 68 metrów. Częściowo zachowany pałac jest przykładem polskiej architektury klasycystycznej i charakterystycznego dla niej typu palladiańskiego. Pałac flankowały dwie oficyny o długości ok. 80 m. Elewacja ogrodowa pałacu przypomina północną elewację pałacu w Łazienkach. Fasadę ozdabiał złoty napis w języku polskim: „BY ZAWSZE WOLNYCH Y CNOTLIWYCH BYŁ MIESZKANIEM ROKU 1782 WYSTAWIONY”. W dniu 17 maja 1787 roku w pałacu zatrzymał się król Stanisław August Poniatowski na cześć którego wydano obiad na 150 osób. W pałacu było 100 sal, cenna biblioteka z dokumentami sięgającymi XIV i XV wieku, bogata kolekcja gobelinów i obrazów w tym m.in. Tycjan, Rembrandt, Rafael, Rubens, Van Dyck, Teniers. Park otaczający rezydencję założono w 1793 roku według projektu Piotra Lenreau i nazywany był Chorosza od francuskiego La Roche. Fronton pałacu łączył się widokową aleją z położonym w odległości 200 metrów kościołem zakonu dominikanów (aleja obecnie jest zabudowana)[5]. Na terenie pałacu tuż przed wizytą króla wybudowano też teatr. W 1792 roku pałac stanowił główny ośrodek konfederacji targowickiej. Od 1804 roku do końca życia w pałacu mieszkał Stanisław Trembecki. Po śmierci Stanisława Szczęsnego Potockiego w 1809 roku rozpoczął się upadek rezydencji, która znalazła się w ręku jego trzeciej żony Zofii z Glavanich Czelicze (Pięknej Bitynki), a potem jego syna Mieczysława. W 1843 roku pałac odwiedził Józef Ignacy Kraszewski. Od 1892 roku mieściło się w nim kasyno oficerskie. W 1928 roku spłonęło górne piętro pałacu.
- kościół dominikanów z lat 1784-1817 (obecnie prawosławny sobór katedralny eparchii tulczyńskiej). W podziemiach jego drewnianego poprzednika spoczął po śmierci jego fundator Adam Kalinowski i hetman polny koronny Marcin Kalinowski. Przed kościołem znajdował się pierwotnie obelisk na pamiątkę wizyty króla Poniatowskiego.
- klasztor dominikanów (obecnie szkoła muzyczna)
- kościół katolicki pw. św. Stanisława Kostki z 1805 roku, dawna kaplica cmentarna fundacji N. Karnickiego. Przebudowana w 1874 roku przez kanonika Radlińskiego. W tym samym roku przeniesiono do niej usunięte przez Rosjan z kościoła dominikanów trumny Szczęsnego Potockiego, Trembeckiego, Alfreda Potockiego, kasztelana Piotra Potockiego.
- cerkiew z 1789 roku fundacji Szczęsnego Potockiego
- zamek[6]

## Ludzie urodzeni w Tulczynie
- Hipolit Błotnicki – polski poeta, tłumacz,
- Marian Dziewicki – polski prawnik, sekretarz Koła Kresowego, prezydent Wilna, działacz samorządowy,
- Bronisław Matyjewicz-Maciejewicz – jeden z pierwszych pilotów polskich,
- Konstancja Potocka – polska szlachcianka, tłumaczka,
- Bolesław Potocki – polski ziemianin, fundator szkół,
- Mieczysław Potocki – polski magnat właściciel dóbr w Tulczynie, jeden z najbogatszych Polaków poł. XIX wieku,
- Mikołaj Szczęsny Potocki – polski szlachcic,
- Włodzimierz Potocki – polski hrabia, pułkownik artylerii konnej,
- Jadwiga Sokołowska – polska historyk literatury,
- Bolesław Sokołowski – pułkownik Wojska Polskiego
- Józef Wysocki – polski dowódca wojskowy, generał Wojska Polskiego, uczestnik polskich powstań narodowych.

Na miejscowym cmentarzu spoczywa Stanisław Trembecki – polski poeta, sekretarz królewski.

## Miasta partnerskie
- Rogoźno
- gmina Malanów[7]

## Galeria

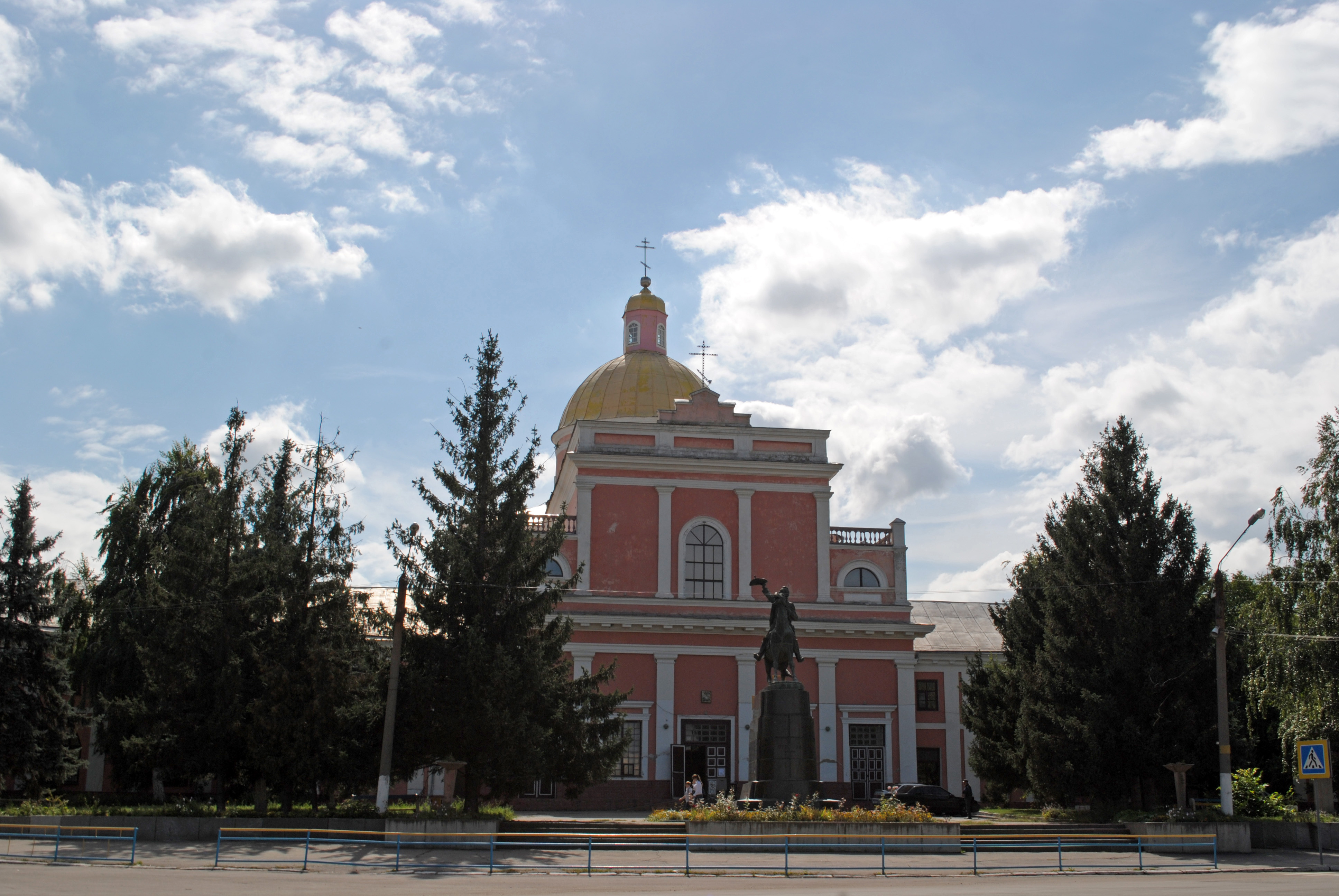
Dawny kościół dominikański (obecnie prawosławny sobór katedralny)
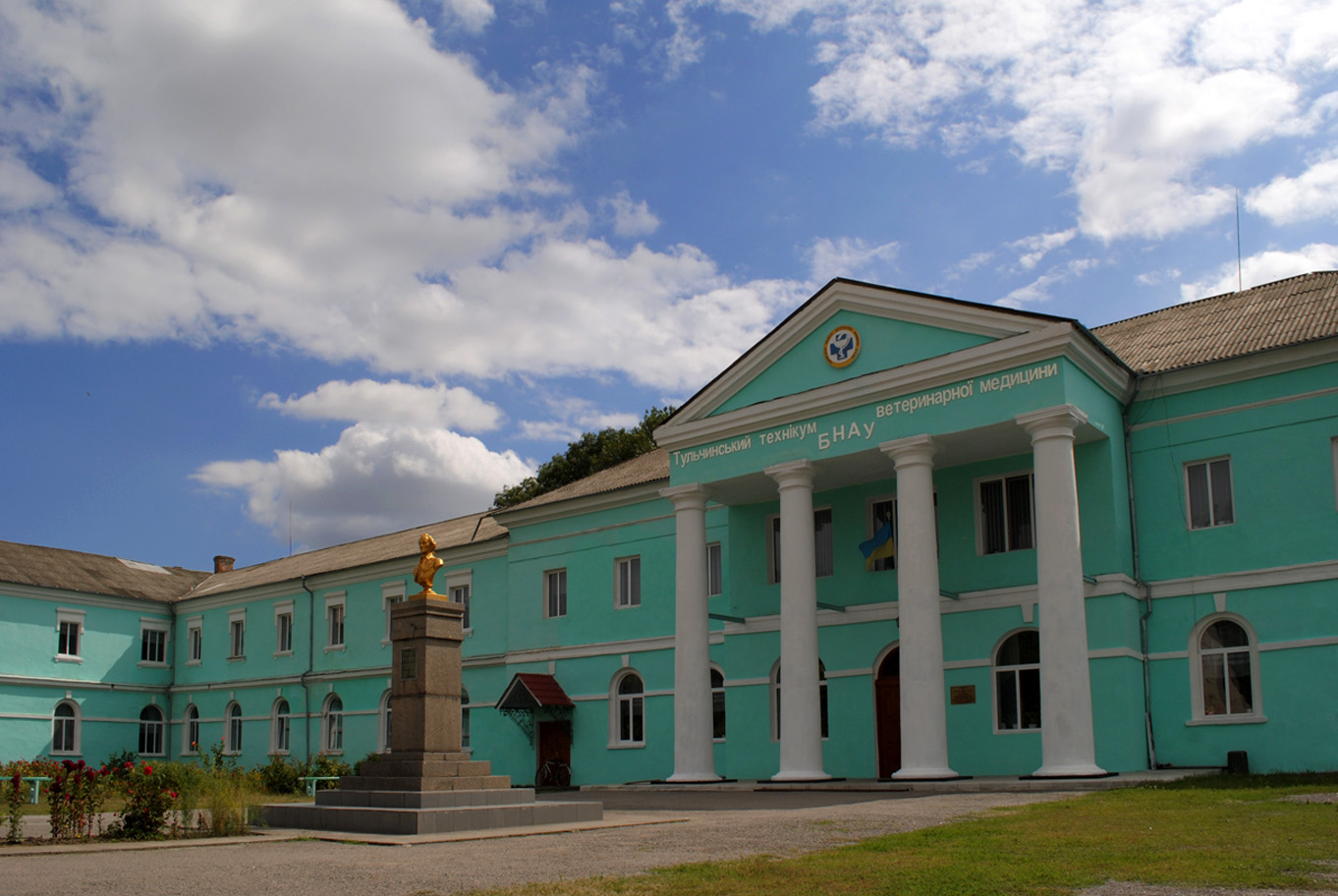
Nowy Pałac Potockich
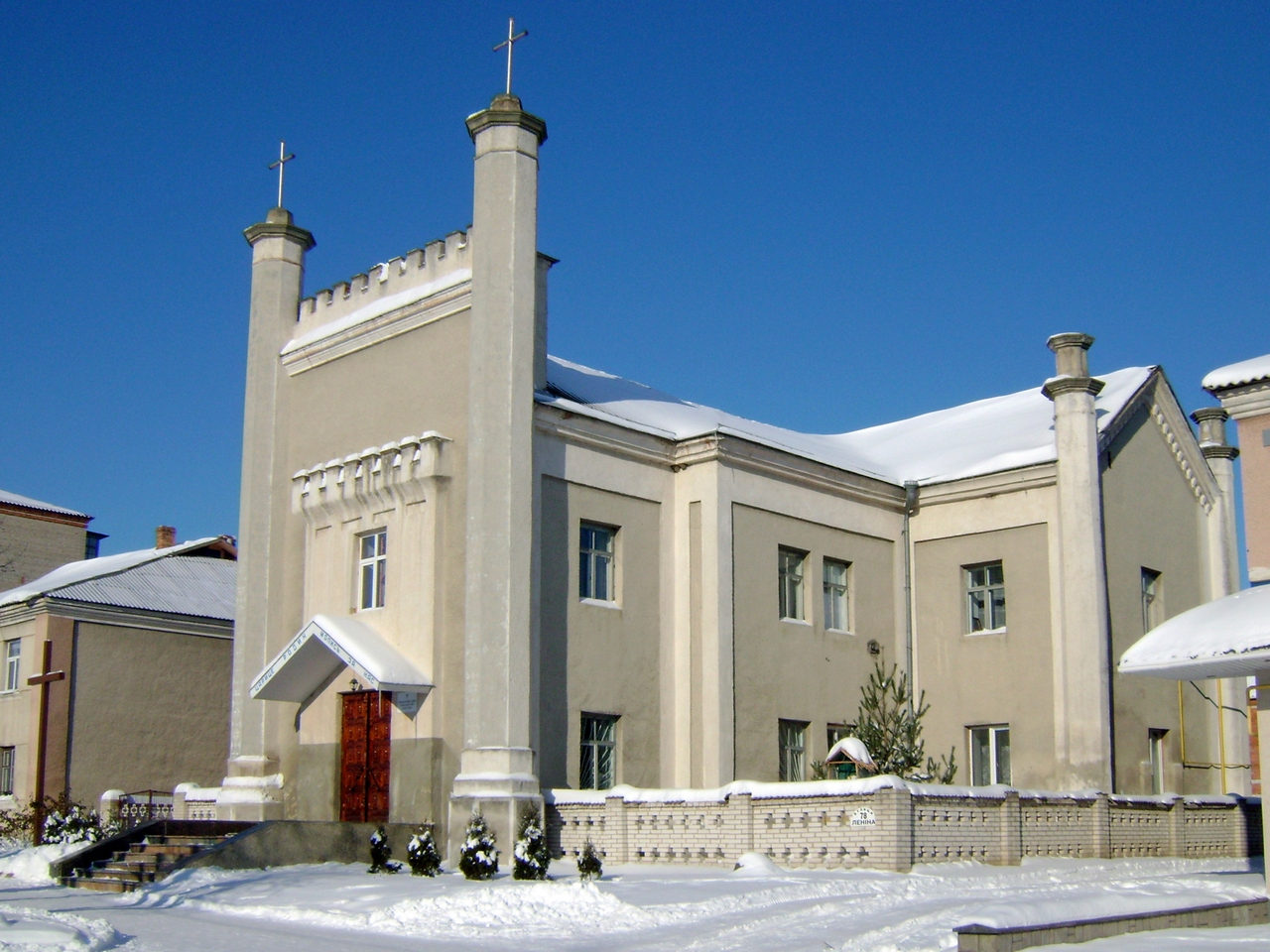
Kościół św. Stanisława
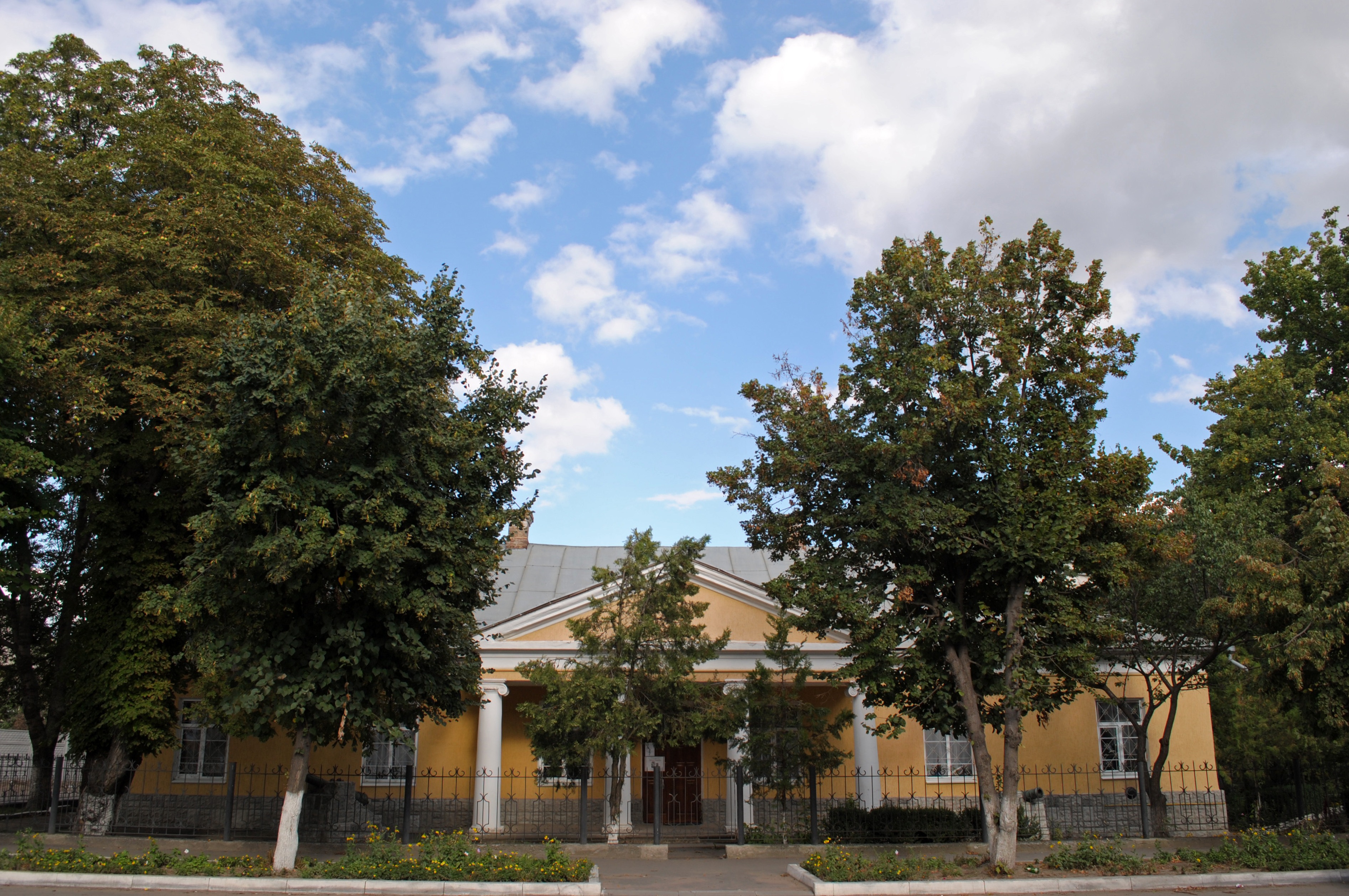
Dom dekabrystów
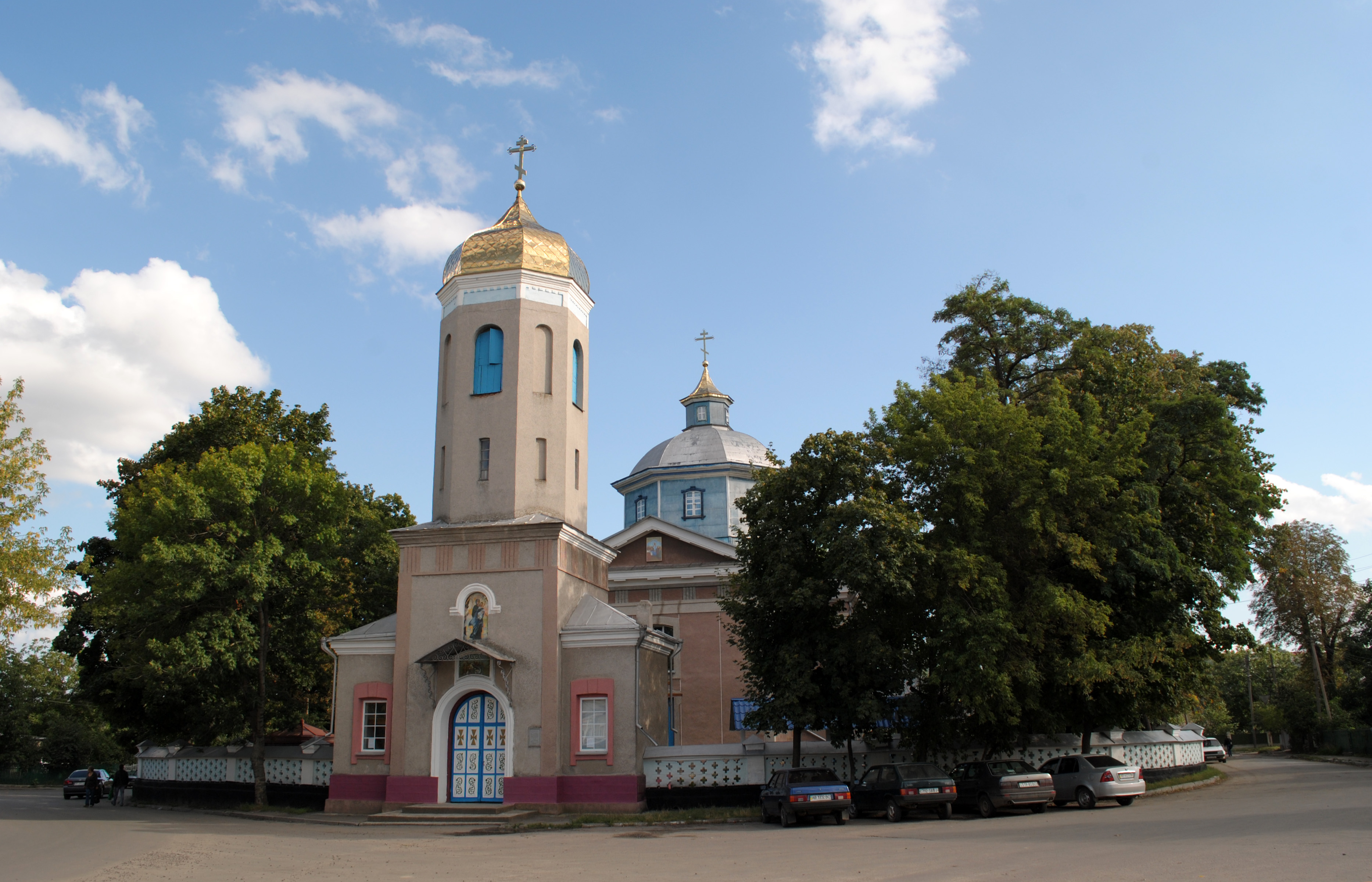
Cerkiew Wniebowzięcia Maryi